# Harald Karger
Harald Karger (* 14. října 1956, Weilburg) je bývalý německý fotbalista, útočník.

## Fotbalová kariéra
Začínal v týmu FC 1920 Burgsolms. V bundeslize hrál za Eintracht Frankfurt. Nastoupil ve 28 bundesligových utkáních a dal 9 gólů. V Poháru UEFA nastoupil v 11 utkáních a dal 6 gólů. V roce 1980 vyhrál Pohár UEFA s Eintrachtem Frankfurt. Po odchodu z Eintrachtu Frankfurt hrál v nižších soutěžích za SV Wiesbaden a SpVgg EGC Wirges.

## Ligová bilance
| Ročník                                 | Zápasy | Góly | Klub                |
| -------------------------------------- | ------ | ---- | ------------------- |
| Německá fotbalová Bundesliga 1979/1980 | 23     | 9    | Eintracht Frankfurt |
| Německá fotbalová Bundesliga 1980/1981 | 3      | 0    | Eintracht Frankfurt |
| Německá fotbalová Bundesliga 1981/1982 | 1      | 0    | Eintracht Frankfurt |
| Německá fotbalová Bundesliga 1982/1983 | 1      | 0    | Eintracht Frankfurt |
| CELKEM Německá fotbalová Bundesliga    | 28     | 9    |                     |